# Lymeon photopsis
Lymeon photopsis là một loài tò vò trong họ Ichneumonidae.